# Aeroportul Regional St. Mary's County
Aeroportul Regional St. Mary's County (IATA: LTW, FAA LID: 2W6) este un aeroport din Maryland, Statele Unite ale Americii. Aeroportul a fost tranzitat în 2019 de 2 pasageri.
Situat la o altitudine de 43 m, aeroportul dispune de 1 pistă.

## Infrastructură

### Piste
Aeroportul dispune de o singură pistă. Pista 11/29 are suprafața de asfalt și dimensiunile 4.150 picioare × 75 picioare. 